# Cristina Sanz Barrios
Cristina Sanz Barrios   (Burgos, 7 de maig de 1979) és una política espanyola i militant del Partit Popular (PP). Va ser regidora municipal de Pamplona del 2003 al 2015. El 20 de desembre de 2015 va ser elegida senadora per Navarra al Senat i reelegida el 2016. És la primera secretària de la Comissió d'Afers Exteriors.
Està casada i mare de dos fills.